# Normanion quadrimanus
Normanion quadrimanus is een vlokreeftensoort uit de familie van de Opisidae. De wetenschappelijke naam van de soort is voor het eerst geldig gepubliceerd in 1868 door Bate & Westwood.